# Abbiategrasso
Abbiategrasso is een Italiaanse stad in de metropolitane stad Milaan. Ze is gelegen in Lombardije, meer bepaald op de Naviglio Grande in de Povlakte. Ze heeft 29.830 inwoners en is gelegen op een hoogte van 120 m.
Het is een Italiaans centrum van rijst- en veeteelt. Bezienswaardigheden zijn het kasteel van de Visconti en kerk Santa Maria Nuova uit 1375 met in het voorfront een boog van Donato Bramante.

## Geboren
- Guidotto van Abbiate (eind 13e eeuw - 1333), aartsbisschop van Messina
- Gian Galeazzo Sforza (1469-1494), hertog van Milaan
- Marco Villa (1969), baanwielrenner
- Christian Abbiati (1977), voetballer

## Indruk van Abbiategrasso

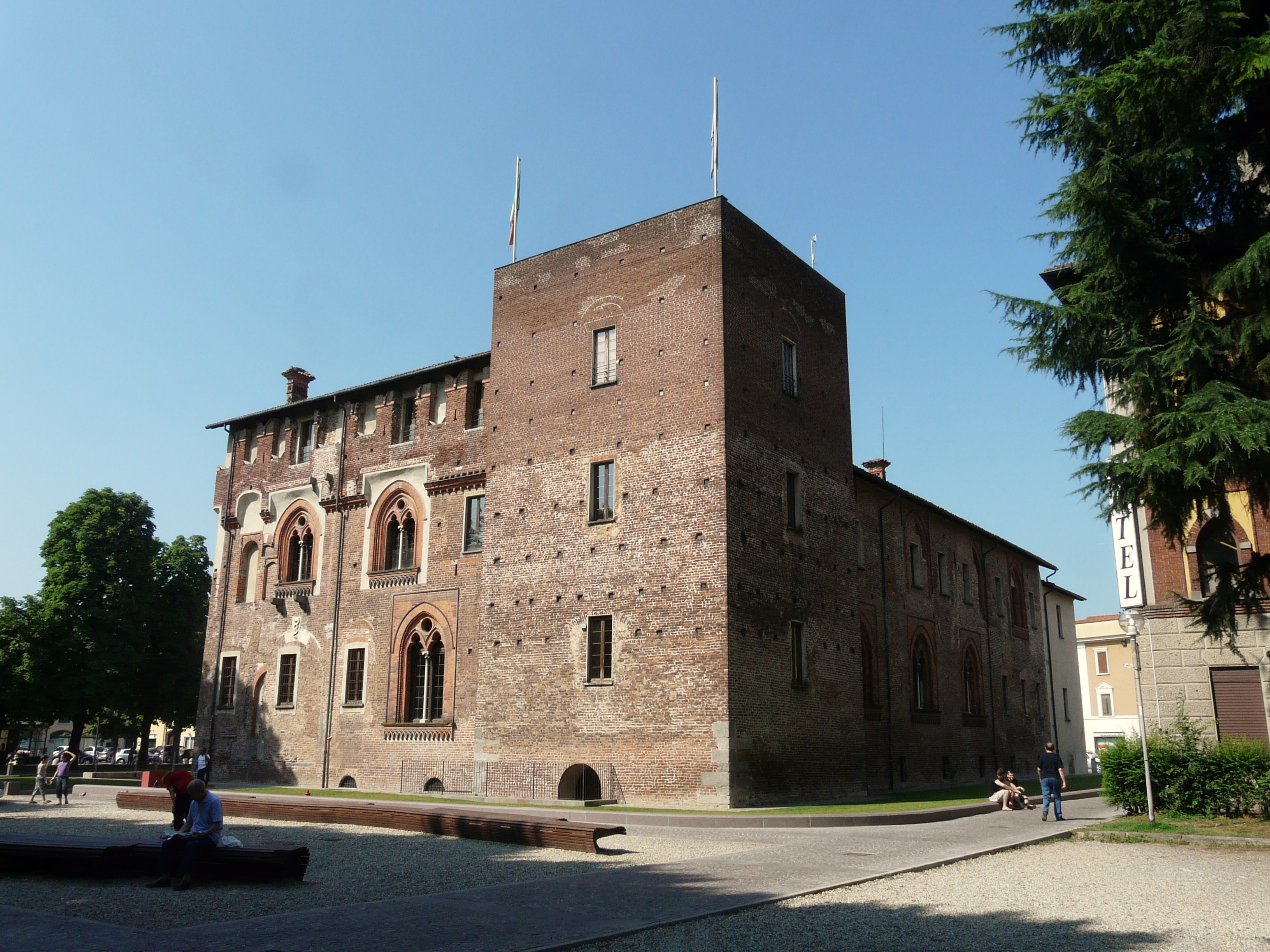
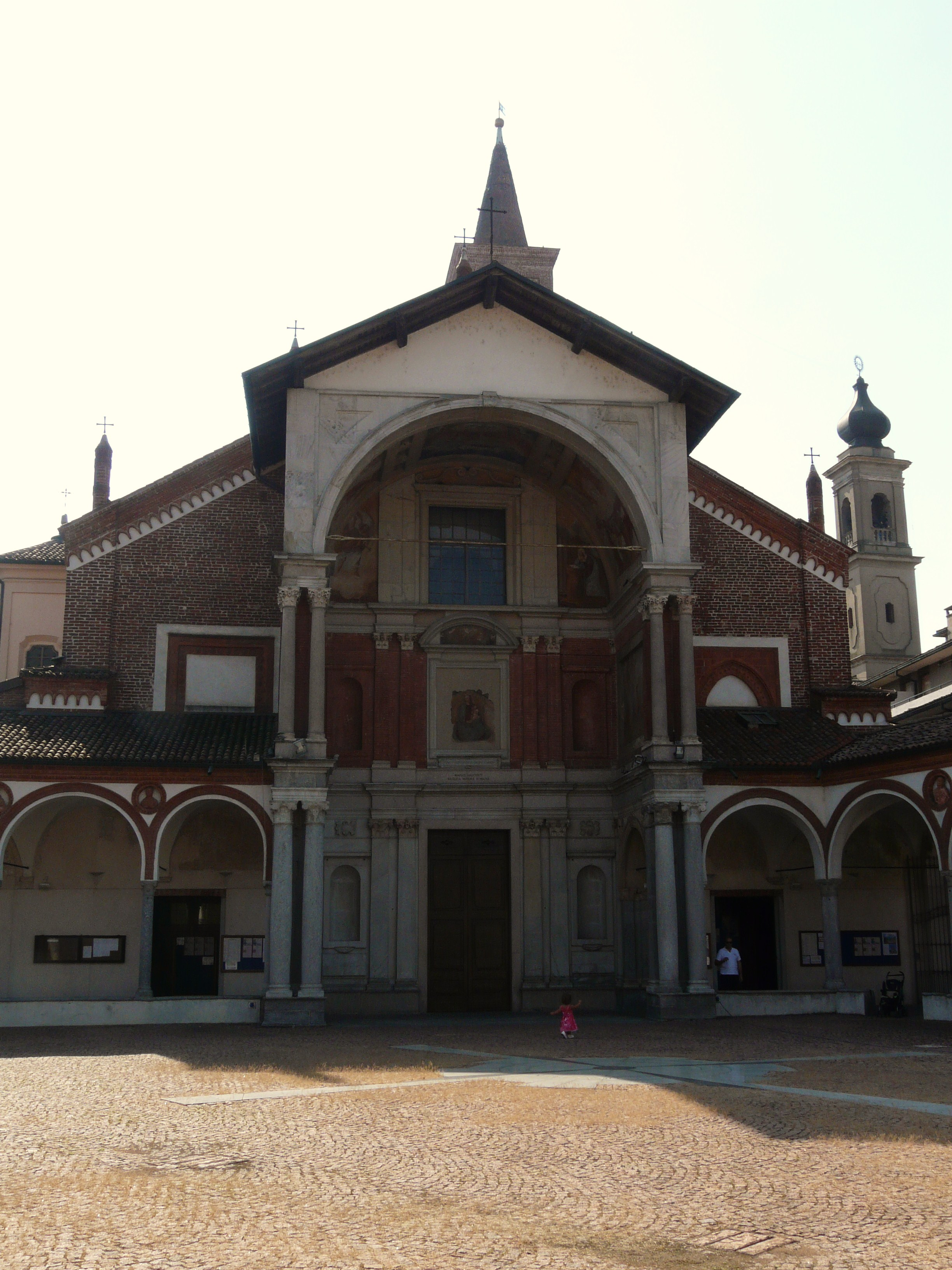
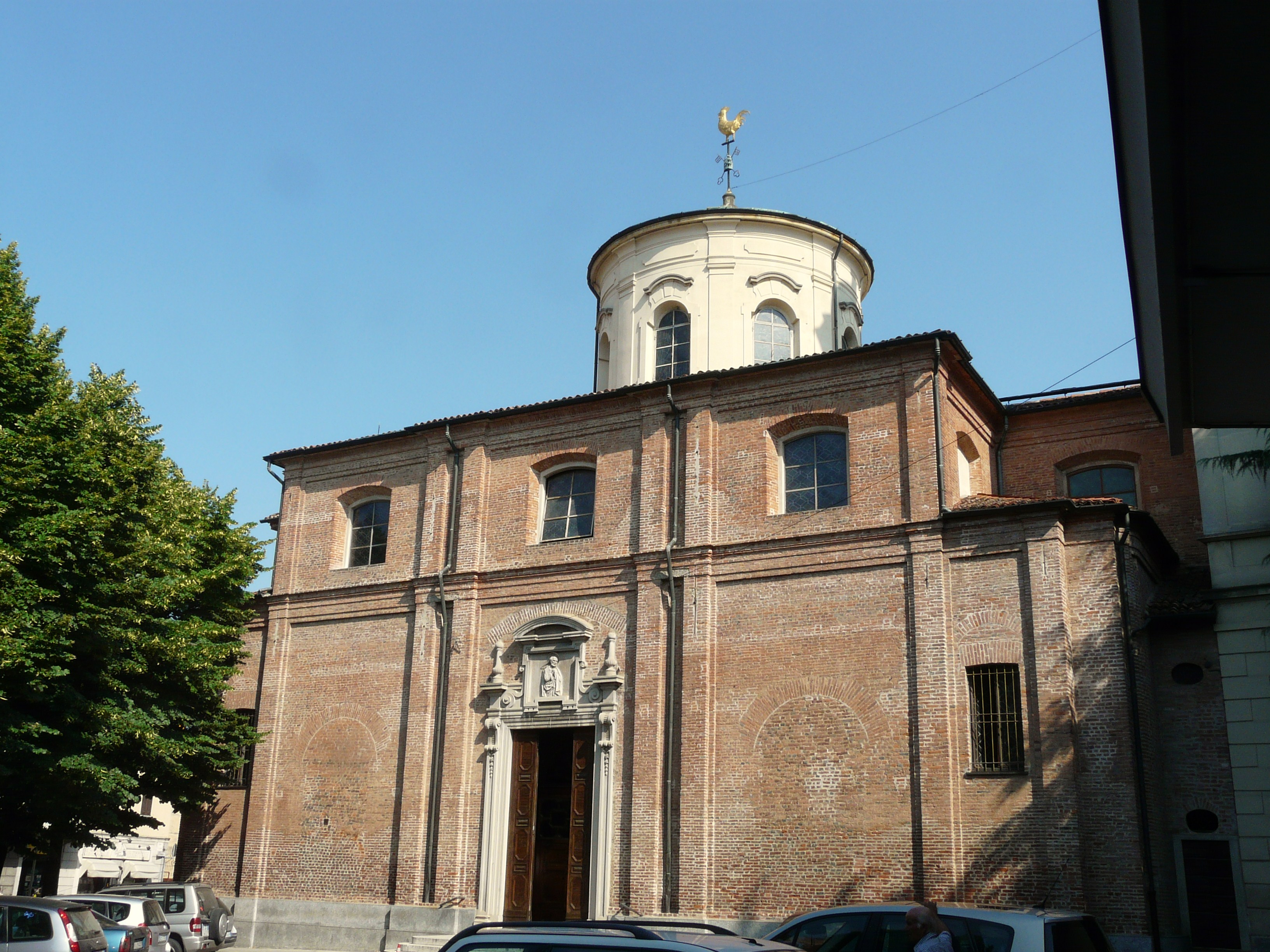
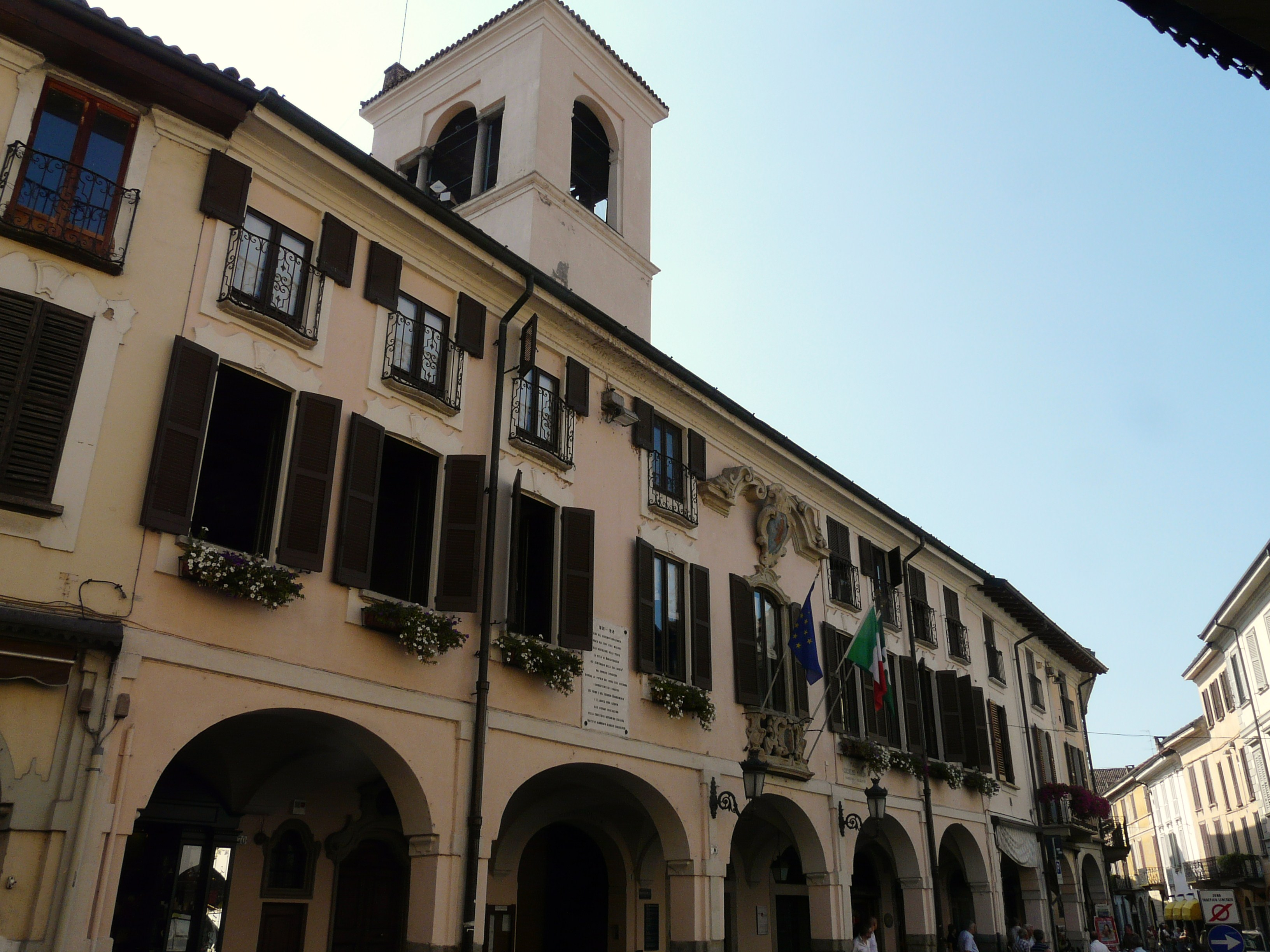
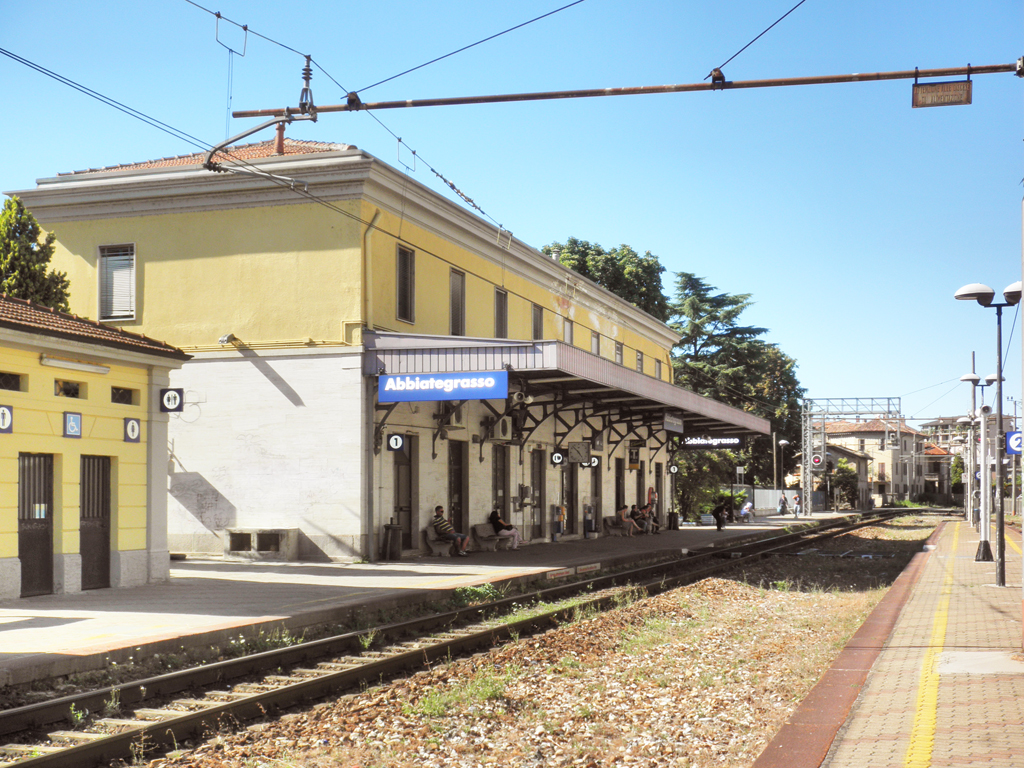